# Gerd Bieker
Gerd Bieker (* 23. Juli 1937 in Grünhainichen; † 12. Juli 2022) war ein deutscher Schriftsteller.

## Leben
Bieker absolvierte eine Lehre als Buchdrucker und arbeitete als Zeitungsrotationsdrucker in ständiger Nachtarbeit. Von 1960 bis 1963 studierte er am Institut für Literatur „Johannes R. Becher“ in Leipzig. Danach war er bis 1969 Kulturpolitischer Mitarbeiter beim Kulturbund der DDR.
Ab 1970 lebte er als freier Autor in Karl-Marx-Stadt: Erzähler und Hörspielautor in Serien für Kinder und, eigene Serien (Paule-Geschichten), Jugendbuchautor, vielseitige journalistische Mitarbeiten bei Zeitungen und Zeitschriften sowie Autor von Stadt- und Regionalgeschichte.
Nach 1990 arbeitete Bieker als Buchhändler. Als Leiter des ABM-Vereins „Fachwerk heute e. V.“ war er für die Umsetzung und Restaurierung des ältesten sächsischen Bauernhauses verantwortlich und erhielt das Zertifikat als Fachkraft für verformungsgerechtes Aufmaß. Er lebte mit seiner Partnerin Brigitte Dathe in Chemnitz.

## Werke
- Zirkusreportage. List Verlag, Leipzig 1963 (zusammen mit Günter Glante und Rolf Merckel).
- Sternschnuppenwünsche. Verlag Neues Leben, Berlin 1965 (Auf Grund des persönlichen Vetos von Erich Honecker und dessen vernichtender Kritik auf dem 11. Plenum des ZK der SED wurde die Auflage vernichtet).
- Sternschnuppenwünsche. Verlag Neues Leben, Berlin 1969 (Neuauflage).
- Eiserne Hochzeit. Verlag Neues Leben, Berlin 1978.
- Mach’s gut, Paul! Verlag Neues Leben, Berlin 1980.
- Rentner-Disko. Verlag Neues Leben, Berlin 1981.
- Dorflinde. Verlag Neues Leben, Berlin 1987.
- Chemnitz bevor es brannte. City-Verlag, Chemnitz 1998 (zusammen mit Gottfried Ittner).